# 赤羽台
赤羽台（日语：／ Akabanedai */?）是東京都北區的地名。行政地名為赤羽台一丁目至四丁目。已實施住居表示。

## 地理
位於東京都北區西北部。北鄰赤羽北，東鄰赤羽，南鄰赤羽西，西鄰桐丘。
赤羽台位於北區北部新河岸川的河階上，北部與南部可見地勢的高低差。地區東邊有JR鐵路路廊南北貫穿，赤羽台三、四丁目附近是宇都宮線、高崎線、京濱東北線與埼京線、上越新幹線、東北新幹線的分岐點。南部的赤羽台一、二丁目有日本住宅公團（現在的獨立行政法人都市再生機構）建設的赤羽台團地與財務省職員住宅。另外，町內還有東京北社會保險醫院（舊國立王子醫院）等大規模設施。

## 歷史

### 地名由來
赤羽台意為「赤羽的高台（高地）」。

## 交通

### 鐵路
町內無鐵路車站，步行可至的車站有：
- 東日本旅客鐵道（JR東日本）
  - 埼京線：赤羽站/北赤羽站
  - 京濱東北線：赤羽站

### 道路
- 東京都道445號常盤台赤羽線（日语：東京都道445号常盤台赤羽線）
- 八幡坂
- 諏訪通
- 師團坂通

## 設施

### 教育
- 北區立赤羽台西小学校（日语：北区立赤羽台西小学校）
- 北區立八幡小學校
- 北區立桐丘中學校（日语：北区立桐ヶ丘中学校）
- 星美學園小學校（日语：星美学園小学校）
- 星美學園中學校、高等學校（日语：星美学園中学校・高等学校）
- 星美學園短期大學
- 東洋大學赤羽台校區（暫名）
- 私立赤鳥（あかいとり）幼稚園
- 私立星美學園幼稚園

### 福祉
- 北區立赤羽台保育園
- 私立法善寺保育園
- 兒童養護設施 星美之家

### 公園
- 赤羽台公園
- 赤羽台綠道公園

### 其他
- 赤羽消防署赤羽台出張所
- 桐丘體育館
- 桐丘體育館網球場

## 備註
1. ↑  人口統計表（平成25年11月1日現在）｜東京都北区 的存檔，存档日期2013-11-13.